# Gustaf Adolf von der Osten
Gustaf Adolf von der Osten genannt Sacken, född 2 februari 1636 i Västra Husby församling, Östergötland, död 10 februari 1716 i Kärna församling, Östergötland, var en svensk ämbetsman.

## Biografi
von der Osten föddes 1636 på Korssätter i Västra Husby församling. Han var son till Salomon von der Osten genannt Sacken. Han blev fänrik 1655. Han blev samma år kornett till häst vid Magnus Gabriel De la Gardies regemente. von der Osten blev 21 december 1658 ryttmästare vid Östgöta kavalleriregemente. Han blev major 30 oktober 1673. Den 22 juli 1675 blev han överstelöjtnant. von der Osten blev 24 maj 1689 landshövding på Gotland. 24 oktober 1696 upphöjdes han till friherre och introducerades som sådan 1697 under nummer 104.
von der Osten avled 1716 på Lagerlunda och begravdes i Osten-Sackenska graven i Västra Husby kyrka.
Han ägde gårdarna Fullerstad i Skönberga socken, Tomtaholm i Drothems socken och Korssäter i Västra Husby socken. von der Osten medverkade i livländska, preussiska och danska kriget.

### Familj
von der Osten gifte sig 23 september 1666 med Maria Svart (1647–1701), dotter till häradshövdingen Sven Svart och Christina Bure i Åbo. von der Osten och Svart fick tillsammans barnen Johan von der Osten (1667–1668), Anna Christina von der Osten (1668–1693) som var gift med översten Abraham von Schröer, Maria Elisabet von der Osten (1669–1732) som var gift med ryttmästaren Carl Gustaf Lagerfelt och Elisabet von der Osten (1671–1706) som var gift med kornetten Jakob Wärnschöld.
Han fick även en son utanför äktenskapet Gustaf Berencreutz (1670–1702).